# Wilma Driessen
Wilhelmina Jacoba Driessen (Den Haag, 6 december 1938) is een Nederlandse sopraan. Zij is weduwe van Richard E. Gerritsen, ambachtsheer van Oud Campen en Soelekerke, die in 2016 op 81-jarige leeftijd overleed. Zij heeft een zoon Marco R. Gerritsen.

## Wonderkind
De Nederlandse sopraan Wilma Driessen begon als wonderkind op haar zevende jaar met optreden. Op veertienjarige leeftijd gaf zij haar eerste liederenrecital voor de radio, met liederen van onder andere Max Reger en Johannes Brahms. Vanaf haar tiende jaar studeerde zij solozang en muziek aan het Koninklijk Conservatorium te Den Haag. Later studeerde zij aan het Mozarteum te Salzburg.

## Carrière
Op 20-jarige leeftijd debuteerde zij als Lakmé in de gelijknamige opera van Léo Delibes in de Koninklijke Opera (Gent) en in de Koninklijke Waalse Opera (Opéra Royal de Wallonie). Kort daarop maakte zij haar debuut bij De Nederlandse Opera te Amsterdam als Leïla in Les pêcheurs de perles van Georges Bizet. Zij werd na haar debuut in Amsterdam direct als eerste coloratuursopraan bij de Nederlandse Opera geëngageerd. In de jaren daarna zong zij alle grote coloratuurpartijen in haar stemvak in vele operahuizen in Europa. Later in haar zangcarrière voegde zij hieraan het klassieke operetterepertoire en de musical toe.
Zij maakte onder meer veel furore als Gilda in de opera Rigoletto van Giuseppe Verdi, Olympia in de opera Les contes d'Hoffmann van Jacques Offenbach en Adele in de operette Die Fledermaus van Johann Strauss jr..
Haar opera-, operette- en musicalrepertoire omvat ruim 70 hoofdrollen. Zij werkte onder anderen met Igor Stravinski, Carlo Maria Giulini, Roberto Benzi, Bruno Maderna, Robert Stolz, Elisabeth Schwarzkopf, Rudolf Schock en Arnold van Mill. Er zijn verscheidene grammofoonplaten en cd’s van haar opgenomen.

## Veelzijdigheid
Naast haar gewone zangcarrière was zij een van de eerste klassiek zangeressen die geregeld optrad met zangers en artiesten uit het populaire genre. Zo trad zij onder meer op met Barry Hay, Zangeres Zonder Naam, Gerard Cox, Karin Bloemen, Gordon Heuckeroth en Paul de Leeuw. De vele televisie- en radio-uitzendingen maakten deze veelzijdige zangeres populair bij een breed publiek. Haar indrukwekkende professionele carrière beslaat een tijdspanne van ruim 50 jaar.

## Onderscheiding
Wilma Driessen is Ridder in de Orde van Oranje-Nassau.